# Dentex
Dentex è un genere di pesci appartenente alla famiglia degli Sparidae, conosciuto comunemente come dentice.

## Specie
- Dentex abei (Iwatsuki, Akazaki & Taniguchi, 2007)
- Dentex angolensis (Poll & Maul, 1953) Dentice atlantico
- Dentex barnardi (Cadenat, 1970) Dentice atlantico
- Dentex canariensis (Steindachner, 1881) Dentice atlantico
- Dentex congoensis (Poll, 1954) Dentice
- Dentex dentex[2] (Linnaeus, 1758) Dentice
- Dentex fourmanoiri (Akazaki & Séret, 1999)
- Dentex gibbosus (Rafinesque, 1810) Dentice gibboso
- Dentex macrophthalmus (Bloch, 1791) Dentice occhione
- Dentex maroccanus (Valenciennes, 1830) Dentice rosa
- Dentex spariformis (Ogilby, 1910)